# Muspellheim
Muspellheim vagy Musspell a tűz birodalma a skandináv mitológiában. Itt élnek a tűzóriások, és a vezetőjük, Surtr is, aki a világvégén a lángoló kardjával felégeti Yggdrasilt, és így elpusztul az összes világ. Felesége Sinmore, akiről nevén kívül mást nem lehet tudni. A Nap és a csillagok innen származnak. Északra van a Niflheim jeges világa, amitől a Ginnungagap választja el.
A verses Edda így említi a Ragnarökkel kapcsolatban:
Keletről hajó jön,

hozza majd Muszpel népét,

közelít velük a vízen

a kormányos Loki.

...

## Fordítás
- Ez a szócikk részben vagy egészben  a   Muspelheim című svéd Wikipédia-szócikk fordításán alapul.  Az eredeti cikk szerkesztőit annak laptörténete sorolja fel. Ez a jelzés csupán a megfogalmazás eredetét és a szerzői jogokat jelzi, nem szolgál a cikkben szereplő információk forrásmegjelöléseként.
- Ez a szócikk részben vagy egészben  a   Muspelheim) című angol Wikipédia-szócikk fordításán alapul.  Az eredeti cikk szerkesztőit annak laptörténete sorolja fel. Ez a jelzés csupán a megfogalmazás eredetét és a szerzői jogokat jelzi, nem szolgál a cikkben szereplő információk forrásmegjelöléseként.